# Angelika Zacek
Angelika Zacek (* 29. Jänner 1971 in Wien) ist eine österreichische Schauspielerin und Regisseurin.

## Leben
Zacek wurde in Wien geboren, wo sie auch ihre Kindheit und Jugend verbrachte. Im Jahre 1990 schloss sie ihre fünfjährige Ausbildung mit der Matura an der Abteilung EDV und Organisation der HTBLA in Wien ab und trägt seither den Titel „Ingenieur“. In den Jahren 1992 bis 1995 besuchte sie die Schauspielschule Krauss und legte ihre Bühnenreifeprüfung vor der Paritätischen Prüfungskommission in Wien ab. Anschließend war sie als Schauspielerin am „Theater m.b.H.“ unter der Leitung von Johanna Tomek und an der Landesbühne Hannover tätig und wirkte in Hörspielen im ORF mit.
Im Jahre 2001 übersiedelte sie nach Berlin, gründete in der freien Szene Berlin eine Theatergruppe und leistete erste Arbeiten als Regisseurin. Sie war Hospitantin und Regieassistentin bei Sebastian Nübling und Herbert Fritsch. In den Jahren 2004 bis 2008 absolvierte sie unter dem Mentoring von Thomas Ostermeier das Regiestudium an der Hochschule für Schauspielkunst „Ernst Busch“ Berlin und trägt seither den Titel „Diplom-Regisseurin“.
Ihre Inszenierung von „Amphitryon“ am Mainfranken Theater Würzburg war mitunter maßgeblich für die Prämierung „Couragierte Theaterarbeit“ bei den Bayerischen Theatertagen 2011.
Im Jahre 2012 war sie als Lehrbeauftragte am Max Reinhardt Seminar in Wien tätig. Die Inszenierung „Agent im Spiel“ mit den Studenten wurde am Schlosstheater Schönbrunn aufgeführt.
2017 gründete sie zusammen mit 6 weiteren Regisseurinnen den Verein Pro Quote Bühne und engagiert sich dort als Vorstandsvorsitzende für die Gleichstellung der Geschlechter und Chancengleichheit in der Theaterlandschaft.

## Regiearbeiten (Auswahl)
- 2009: Staatstheater Cottbus: „Minna von Barnhelm“ (Lessing)
- 2010: Mainfranken Theater Würzburg: „Amphitryon“ (Kleist)
- 2010: Bühnen der Stadt Gera: „Die Schneekönigin“ (Andersen)
- 2011: Landesbühne Schleswig-Holstein: „Die Ratten“ (Hauptmann)
- 2011: Mainfranken Theater Würzburg: „Emilia Galotti“ (Lessing)
- 2012: Schlosstheater Schönbrunn Wien: „Agent im Spiel“ (David S. Craig)[4]
- 2013: Landesbühne Schleswig-Holstein: „Tod eines Handlungsreisenden“ (Miller)
- 2014: Schlossfestspiele Ettlingen: „Nathan der Weise“ (Lessing)
- 2015: Landesbühne Schleswig-Holstein: „Frau Warrens Beruf“ (Shaw)
- 2015: Landesbühne Schleswig-Holstein: Filmadaption für „Lola“ (Fassbinder)
- 2016: Schlossfestspiele Ettlingen: „Der zerbrochne Krug“ (Kleist)
- 2020: Bühnen der Stadt Gera: "In der Strafkolonie" (Oper von Philip Glass nach Franz Kafka)
- 2022: Tiroler Landestheater: „The Who and the What“ (Ayad Akhtar)
- 2023: "Anhaltisches Theater Dessau": „Madame Butterfly“ (Oper von Giacomo Puccini)[5]
- 2025: Landesbühne Niedersachsen Nord: „Der lange Schlaf“ (Finegan Kruckemeyer)[6]

### Ur- und Erstaufführungen
- 2009 „Lohnarbeit und Liebesleid“ Uraufführung am Staatstheater Karlsruhe[7]
- 2013 „Feuchtgebiete“ Österreichische Erstaufführung an der Garage X Theater Petersplatz
- 2018 „Jenseits der blauen Grenze“ Uraufführung am Volkstheater Rostock[8]

## Zacek als Schauspielerin
- 2015: Grand théâtre de la ville de Luxembourg: „Das Scheißleben meines Vaters, das Scheißleben meiner Mutter und meine eigene Scheißjugend“ von Oliver Kluck nach dem Buch von Andreas Altmann
- 2016: Grand théâtre de la ville de Luxembourg: Uraufführung von „Pura Vida“ von Luc Spada[9]

## Veröffentlichung
- „Auf der Suche nach dem wahren Ich. Das Spiegel-Geheimnis der Psyche. Arbeit an sich selbst“, Books on Demand GmbH, Juli 2002, ISBN 3-8311-3808-7 und ISBN 978-3-8311-3808-1

## Auszeichnungen und Nominierungen
- 2018: Nominierung im Jahresbuch Theater heute als beste Nachwuchskünstlerin in der Kritiker-Umfrage "Höhepunkte der Saison"[10]